# Agacinosia latebasalis
Agacinosia latebasalis es una especie de coleóptero de la familia Aderidae. Fue descrita científicamente por Maurice Pic en 1952.

## Distribución geográfica
Habita en la República Democrática del Congo.